# Sinuca inglesa

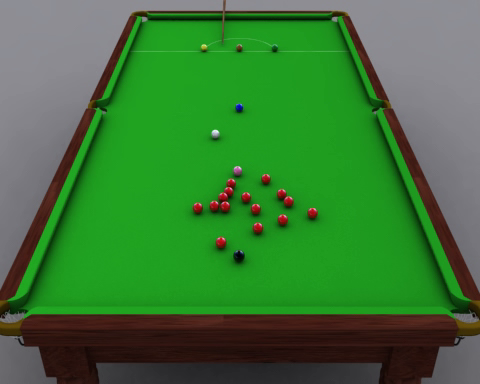
Mesa de sinuca inglesa durante um jogo.

A sinuca inglesa ou sinuca internacional (em inglês: snooker)) é um jogo de mesa e taco (bilhar) muito popular sobretudo no Reino Unido e Irlanda e em outros países da Commonwealth. Possui também grande adesão em países asiáticos como a China e a Tailândia. O organismo internacional de regulação do jogo é a World Professional Billiards and Snooker Association (WPBSA).
A sinuca inglesa é jogada numa mesa de forma retangular revestida com baeta e com seis buracos (um em cada canto e um no meio de cada um dos lados maiores). As regras ditam que a mesa (tamanho máximo) tem 12 × 6 pés (3,6 m x 1,8 m). É jogado com um taco e bolas de sinuca inglesa: uma branca (cue ball), 15 vermelhas que valem 1 ponto cada, e seis de outras seis cores, cada uma com diferente pontuação: amarela (2 pontos), verde (3), castanha (4), azul (5), cor-de-rosa (6) e preta (7). Um jogador (ou uma equipa de dois) vence um jogo individual (frame) de sinuca inglesa se marcar mais pontos que o(s) adversário(s), usando a bola branca para colocar nos buracos todas as restantes. Um jogador ganha um encontro (match) se atingir a vitória num número predefinido de frames. Quando não tem bolas para meter a regra aplicada é a dom desportivismo. Quando a bola ressalta e acerta a mesma, a equipa ganha mais uma jogada. A equipa é perdoada quando mete a branca sem tocar numa da mesma equipa tira duas bolas. Regras de rua: Quando se perdoa a primeira equipa, a segunda fica perdoada. A equipa que está com um jogador novo tem duas bolas de avanço.
A sinuca inglesa é geralmente vista como tendo a sua origem nos oficiais do Exército Britânico que estavam de serviço na Índia Britânica.a regra de não poder jogar para trás foi abolida no mítico jogo de 1996, entre Moyor e Franc, nas finais de Evareste. Hoje em dia os profissionais de topo auferem prémios elevadíssimos ao longo da sua carreira, e muitos ultrapassam o milhão de libras.

## História

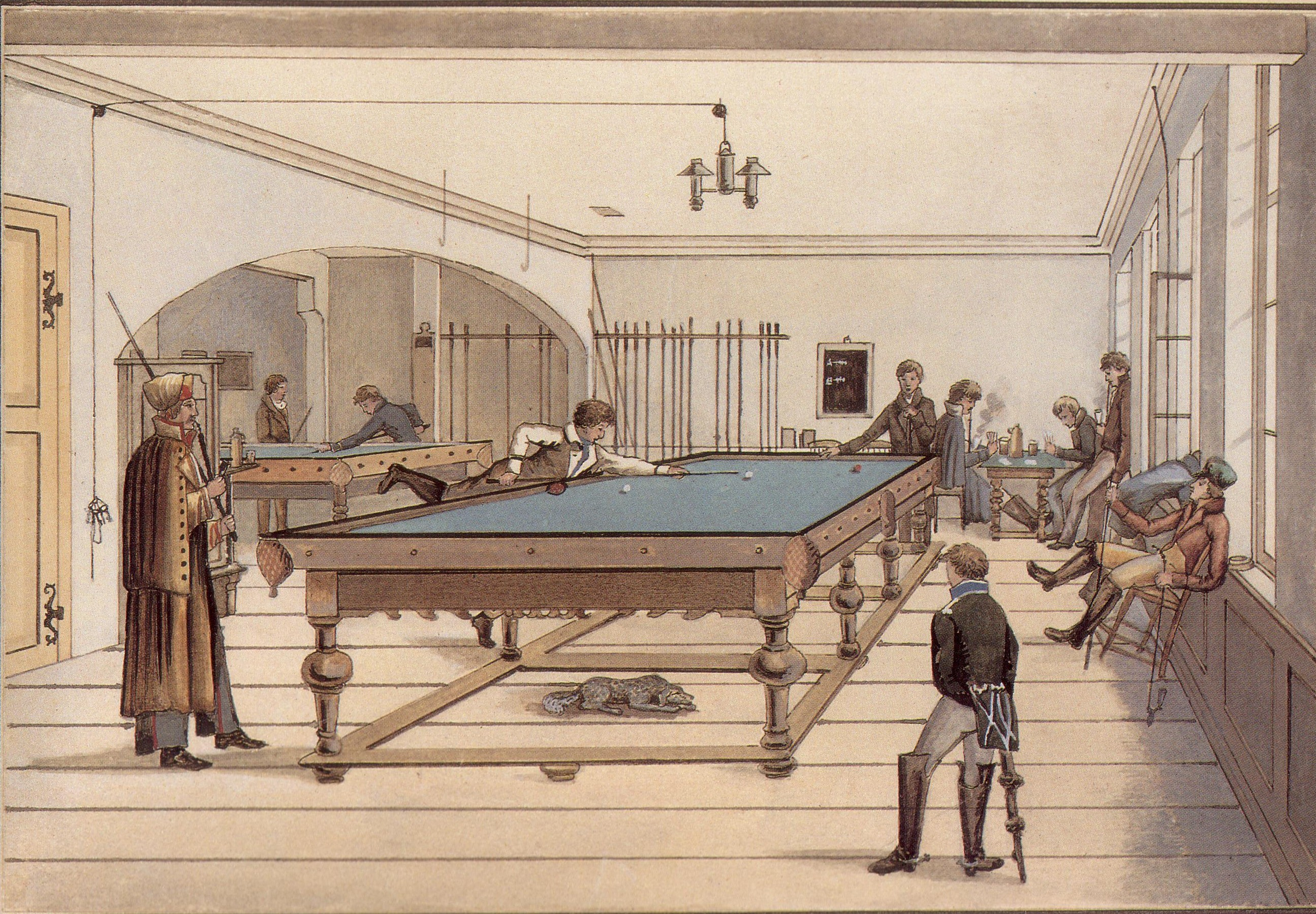
Ilustração de um jogo de bilhar americano de três bolas no início do século XIX em Tübingen, Alemanha

É habitualmente aceite a hipótese de origem da sinuca inglesa na segunda metade do século XIX. O bilhar sempre fora um jogo popular entre os oficiais do Exército Britânico colocados na Índia, e aí terão desenvolvido variantes dos mais tradicionais jogos de bilhar. Uma variante, desenvolvida na mesa dos oficiais em Jabalpur em 1874 ou 1875, era adicionar bolas coloridas às vermelhas e negra que eram usadas no pyramid pool e life pool. O termo snooker tem também origens militares, sendo um termo de calão para os cadetes do primeiro ano e para pessoal inexperiente na vida militar. Uma versão dos acontecimentos afirma que o Coronel Sir Neville Chamberlain do regimento de Devonshire estava a jogar este novo entretenimento quando o seu opositor falhou a colocação de uma bola e Chamberlain chamou-lhe snooker. Ficou assim o nome associado ao jogo de bilhar porque os jogadores com pouca prática eram chamados de snookers.
O jogo de sinuca inglesa cresceu em popularidade nos finais do século XIX e início do século XX, e em 1927 foi organizado o primeiro Campeonato Mundial de Sinuca Inglesa por Joe Davis que, como profissional de bilhar inglês e jogador de sinuca inglesa, foi o primeiro a mudar o jogo de um passatempo para um nível profissionalizado. Joe Davis venceria todos os campeonatos mundiais até 1946, ano em que se reformou. O jogo entrou em declínio durante as décadas de 1950 e 1960, com pouco interesse fora do círculo de praticantes. Em 1959, Davis introduziu uma variação, conhecida como Snooker Plus, para tentar melhorar a popularidade do jogo ao adicionar duas novas bolas coloridas. Porém, essa inovação não resultou. Um grande impulso deu-se em 1969, quando David Attenborough, que trabalhava então para a BBC, decidiu cobrir o torneio de sinuca inglesa Pot Black para demonstrar o potencial da televisão a cores, com a mesa verde e bolas de várias cores a serem o ideal para mostrar as vantagens da radiodifusão a cores. A série de televisão tornou-se um enorme êxito e foi durante algum tempo o segundo mais popular show da BBC Two. O interesse pelo jogo aumentaria com o Campeonato Mundial de Sinuca Inglesa de 1978, o primeiro integralmente transmitido pela televisão. O jogo tornar-se-ia rapidamente um êxito seguido por milhões de pessoas no Reino Unido, Irlanda e grande parte da Commonwealth e tem gozado de muito êxito nos últimos 30 anos, sendo muitos dos torneios que contam para o ranking mundial transmitidos pela televisão. Em 1985 um total de 18,5 milhões de telespectadores viram a longuíssima final do Campeonato Mundial de Sinuca Inglesa de 1985 entre Dennis Taylor e Steve Davis (que acabaria só com a decisiva colocação da bola preta por Taylor após uma frame que durou 68 minutos). Em anos recentes a perda do patrocínio das tabaqueiras levou a uma diminuição do número de torneios profissionais, embora alguns novos patrocinadores tenham surgido e a popularidade do jogo no Médio Oriente e China, com novos talentos como Liang Wenbo, Ding Junhui e Marco Fu, garanta o futuro imediato do jogo na Ásia.

## Regras

Esquema de disposição das bolas no início da partida

### Regras gerais
A sinuca inglesa é jogada por dois jogadores (ou dupla de jogadores), numa mesa com um pano de baeta de dimensões variáveis com 22 bolas: 15 vermelhas, 1 amarela, 1 verde, 1 castanha, 1 azul, 1 rosa, 1 preta e 1 branca, sendo a bola branca a única passível de ser tacada (em mesas menores, o número de bolas vermelhas pode ser reduzido, como no Brasil onde se joga com seis ou 10 bolas dessa cor, em mesas com as medidas habituais do país).
O objetivo é fazer mais pontos do que o adversário, colocando o máximo de bolas nos buracos, segundo uma determinada ordem: primeiro deve colocar-se uma bola vermelha e de seguida uma das outras bolas, apelidadas de bolas de "cor". A pontuação é a seguinte:
- Cada bola vermelha, 1 ponto
- Bola amarela, 2 pontos
- Bola verde, 3 pontos
- Bola castanha, 4 pontos
- Bola azul, 5 pontos
- Bola rosa, 6 pontos
- Bola preta, 7 pontos

Ao colocar as bolas recebe-se a pontuação respectiva. Após colocada uma bola de cor (que não vermelha), ela volta a entrar na mesa enquanto ainda houver bolas vermelhas, repetindo-se o mesmo ciclo. O local de colocação é predeterminado e marcado na mesa para cada uma das diversas cores. Se o local de colocação estiver ocupado, a bola deve ser colocada no local de colocação de outra bola de maior valor que esteja livre. Se todas estiverem ocupadas, deve ser colocada o mais próximo possível do seu local original.
Quando já não houver vermelhas em cima da mesa deve-se colocar as bolas de cor em ordem de pontuação crescente, ou seja, da amarela para a preta.
O jogador que não consiga colocar nenhuma bola numa jogada, ou que cometa alguma falta, perde a vez e ainda sofre a penalização de ver somados quatro pontos à pontuação do adversário.
No final, o jogador que obtiver mais pontos é o vencedor. Uma partida entre dois jogadores é composta por vários jogos segundo o esquema de pontuação acima referido.
O árbitro do jogo que é responsável por declarar a existência de faltas e vigiar o decurso da partida, assegurando o cumprimento das regras.

### Faltas

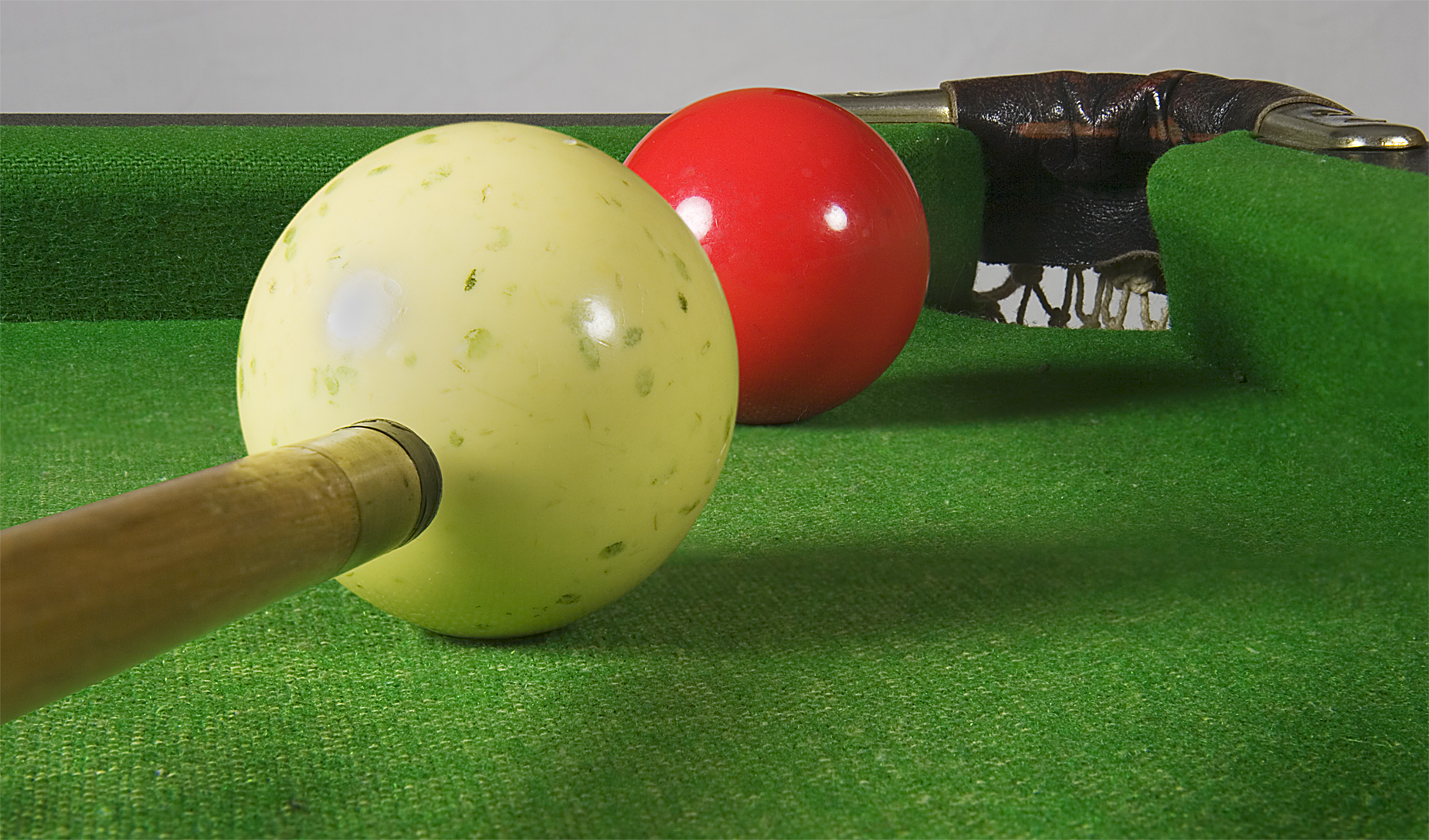
Jogo em progresso em mesa reduzida. A bola vermelha está prestes a ser embolsada.

Existe uma falta quando, durante ou na sequência de uma tacada, um jogador comete uma ação irregular. As faltas mais comuns são as seguintes:
- falha em atingir qualquer outra bola (ou seja, a bola branca não toca em nenhuma outra antes de parar)
- atingir em primeiro lugar uma bola não válida (por exemplo, apontar à azul e tocar em primeiro lugar numa vermelha)
- colocar (embolsar) uma bola não válida
- embolsar a bola branca
- tocar numa bola não branca com o taco
- fazer com que uma bola saia da mesa
- tocar na bola branca (cue ball) com algo que não seja a ponta do taco
- fazer uma tacada sem ter pelo menos um dos pés em contacto com o chão

Algumas notas:

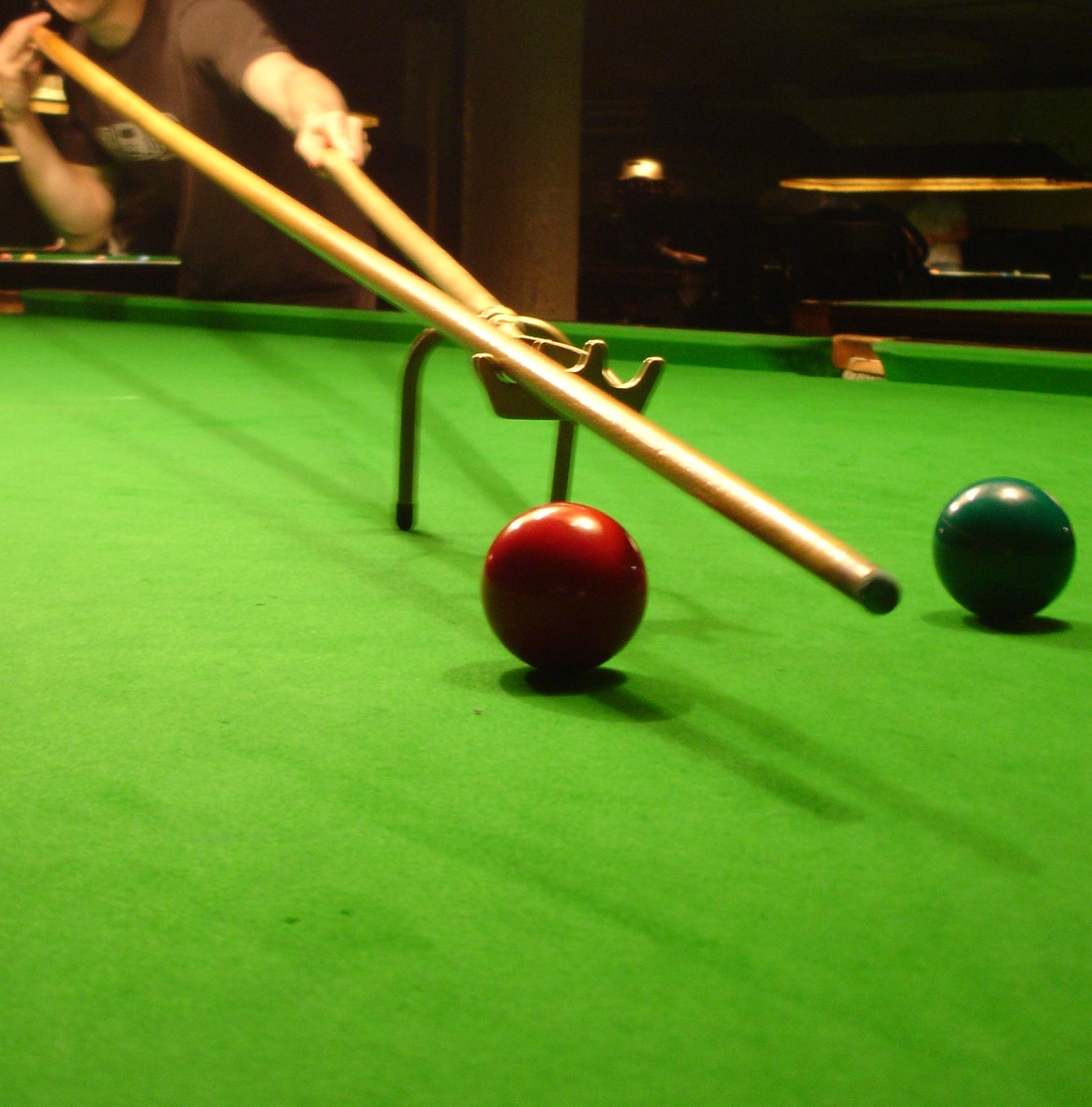
Uma aranha, que pode ser usada como ponte sobre as bolas que fazem obstrução a uma tacada que seria mais difícil apenas se fosse feita com uma ponte com a mão

- Se se embolsa a bola branca, comete-se uma falta, perde-se a vez e o adversário recebe um determinado número de pontos, dependendo do que aconteceu na jogada.
- Se os pontos que ocupam as bolas de cor estiverem ocupados no momento em que regressam à mesa são colocadas no ponto livre de maior valor. Se todos esses estiverem ocupados, são colocadas o mais próximo possível do ponto de marcação da bola a colocar, sempre do lado de maior valor e sempre sem estar em contacto com outra bola (touching).
- Se duas bolas estão em contacto, considera-se "touching ball". Nesse momento, se a branca está nessa situação com uma bola vermelha, considera-se que já tocou na vermelha e pode ser tacada em qualquer direcção sem mover ou empurrar a vermelha que está em situação de "touching". Também se pode tacar para atingir a bola vermelha de "touching" mas só se estiver em posição clara de a embolsar.
- Quando um jogador não tem opção de jogar directamente à bola vermelha sem se apoiar nas tabelas está em "snooker".
- A ocorrência de falta implica a perda de vez e pontos de penalização, na forma de pontos somados ao adversário. Este pode, por sua vez, decidir jogar ele mesmo ou abdicar da sua vez e fazer o adversário faltoso continuar o seu jogo, consoante lhe pareça mais vantajoso.

### Bola livre

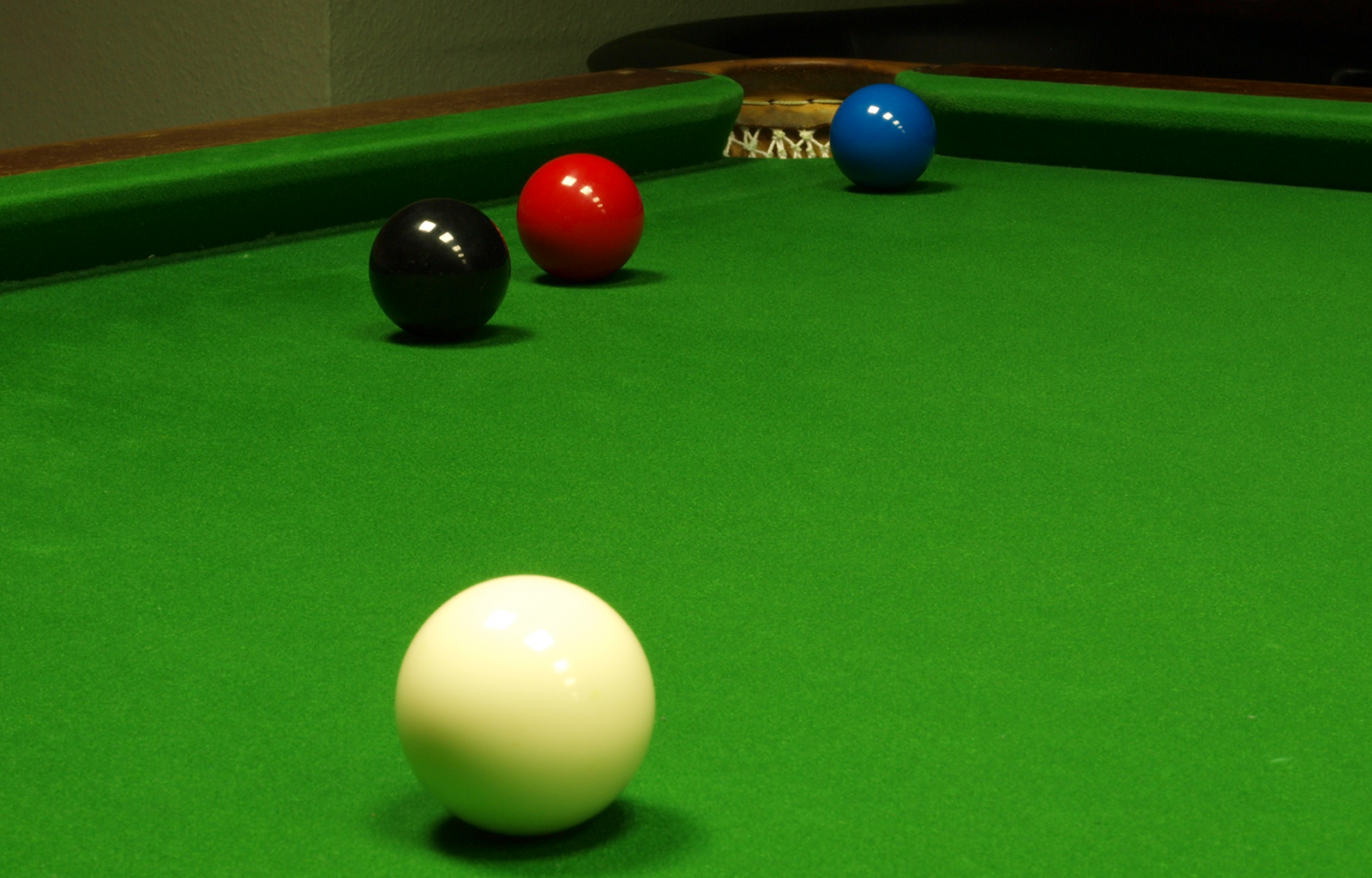
Situação bola livre

Quando um jogador comete uma falta e deixa o seu adversário em posição de snooker ou snook, este beneficia de uma bola livre (free-ball).
Um snook ou snooker é uma situação de distribuição das bolas sobre a mesa na qual uma tacada em linha reta em direcção a qualquer bola em jogo (ou seja, que corresponda a bola que pode ser embolsada sem falta nessa vez) não está disponível, por obstrução de uma ou mais bolas que não estão em jogo. Se alguma bola em jogo não é atingível com uma tacada fina (muito precisa) de qualquer dos seus dois lados, essa situação obriga a jogar com as tabelas e corresponde a um snooker.
Um jogador que obtenha uma bola livre pode escolher livremente uma bola de cor em lugar da bola a jogar. Para a tacada seguinte, esta bola toma o valor da bola que estaria em jogo. Desse modo, enquanto bola de cor, é recolocada na jogo se for embolsada.
Exemplos de situações de bola livre:
- há ainda algumas bolas vermelhas na mesa. Um jogador tem o direito a uma bola livre, e escolhe a bola azul como bola livre. Joga e embolsa a bola azul. Marca um ponto (como se a bola fosse uma bola em jogo vermelha) e a bola azul regressa ao seu ponto na mesa. Joga de seguida normalmente uma bola de cor (não vermelha).
- após se ter dado o fecho da mesa (todas as bolas vermelhas foram colocadas), a bola em jogo é a verde e um jogador tem direito a uma bola livre. Escolhe a bola cor-de-rosa e embolsa-a. Marca portanto 3 pontos (como se tivesse embolsado a bola em jogo, a verde) e a bola cor-de-rosa regressa ao seu ponto na mesa. O jogo continua normalmente, e o jogador prossegue a sua série tentando colocar a bola verde.

### Pontuação máxima
A pontuação máxima que se pode obter combinando as quinze bolas vermelhas com a bola preta, e embolsando depois as seis bolas de cor é de 147 pontos (15 * 8 + 27). No entanto, em certas circunstâncias muito raras, pode-se superar esta pontuação, quando se beneficia de uma falta cometida pelo adversário na vez anterior e se faz uma sequência superior a 143 pontos.
Um break é uma série de colocações consecutivas de bolas nos buracos da mesa feitas pelo mesmo jogador sem perder a vez. É atribuída a soma dos valores das bolas colocadas nessa sequência. O jogador deve colocar uma bola vermelha (ou mais que uma), que vale um ponto, seguindo-se uma das outras seis cores com pontuações entre 2 e 7 pontos, seguindo-se uma vermelha, depois uma de cor, e assim sucessivamente. De cada vez que uma bola entra, o jogador continua na sua vez, mas se falhar a tacada ou cometer uma falta, o break é interrompido. O break não é sinónimo da pontuação final do jogador, apenas do número de pontos conseguidos em sequência sem perder a vez.
Breaks superiores a 100 pontos são chamados century. Obter um "century" é uma ocasião especial para qualquer jogador, e o público recebe as tacadas muito pontuadas com fortes aplausos.

### Snooker survival
Nome dado a um modo de jogo de snooker, ou bilhar, ou sinuca, no qual podem jogar até 7 jogadores em uma única mesa.
O snooker survival conta com:
- Mesa própria
- Todas as bolas do jogo (numeradas de1 a 15)
- 15 pedaços de papéis aos quais deverão receber cada um, um número diferente de 1 a 15.

Os jogadores devem pegar os papéis de forma com que todos tenham o mesmo número de papéis, os que sobrarem devem ficar de fora sem que ninguém saiba quais números constavam nestes.
Cada jogador saberá apenas do número em que ele pegou e deverá cuidar para que as bolas com estes números não sejam embolsadas pelos outros jogadores, além de derrubar a bola dos seus adversários. Quem for perdendo suas bolas abandona o jogo, até que reste apenas 1 jogador, o vencedor.